# Estaimpuis
Ne doit pas être confondu avec Étaimpuis.
Estaimpuis (prononcer [etɛ̃pɥi] ou [etɛ̃pwi] ; en néerlandais Steenput, en picard Timpu) est une commune francophone de Belgique située en Wallonie picarde et en Flandre romane dans la province de Hainaut, ainsi qu’une localité où siège son administration.
Il s'agit d'une commune à caractère rural. La majeure partie du territoire est occupée par des terres agricoles.

## Toponymie
Le nom de la localité est attesté sous la forme Stemput au XIIe siècle, Stempuch au XIIIe siècle.
Selon Maurits Gysseling et François de Beaurepaire, il s'agit d'un composé germano-roman signifiant « le puits maçonné » ou « le puits en pierre », le premier élément Estaim- étant issu du germanique staina- « pierre » cf. Étaimpuis (Haute-Normandie, Estanpuiz en 1137) et Steenput (Brabant flamand). En réalité, c'est plus précisément une combinaison de deux éléments vieux bas franciques, le second d'entre eux -puis étant vraisemblablement issu du vieux bas francique *putti « puits » (cf. vieux saxon putti, moyen néerlandais putte > néerlandais put, vieux haut allemand p(f)uzza, même sens > allemand Pfütze; anglais pit), avec une désinence -s romane. Le germanique commun *putti, *puttja passe pour un emprunt au latin puteus.

## Géographie

### Situation

Les différentes sections d'Estaimpuis

La commune se compose des sept villages suivantes depuis la fusion du 1er janvier 1977
| # | Nom               | Superf. (km²). | Habitants (2020). | Habitants par km² | Code INS |
| - | ----------------- | -------------- | ----------------- | ----------------- | -------- |
| 1 | Estaimpuis (I)    | 3,30           | 2.786             | 845               | 57027A   |
| 2 | Évregnies (II)    | 3,74           | 1.118             | 299               | 57027B   |
| 3 | Saint-Léger (III) | 5,57           | 733               | 132               | 57027C   |
| 4 | Estaimbourg (IV)  | 4,08           | 1.548             | 379               | 57027D   |
| 5 | Bailleul (VII)    | 4,20           | 579               | 138               | 57027E   |
| 6 | Leers-Nord (V)    | 7,12           | 2.289             | 321               | 57027F   |
| 7 | Néchin (VI)       | 4,09           | 1.506             | 368               | 57027G   |

Les villages d'Estaimpuis, Leers-Nord et Néchin sont frontaliers avec la France à l’ouest.
Les communes voisines en France sont :
- Wattrelos (k) ;
- Leers (j) ;
- Toufflers (i).

Leers-Nord possède la particularité de n'avoir formé dans l'histoire qu'un seul et même village avec Leers jusqu'au XVIIe siècle.
Les villages limitrophes en Belgique sont :
| - Herseaux (a) - Dottignies (b) - Espierres (c) - Warcoing (d) |

| - Pecq (e) - Esquelmes (f) - Ramegnies-Chin (g) - Templeuve (h) |

La commune est traversée par :
- le canal de l'Espierres reliant la Deûle (France) à l'Escaut pour déboucher dans cette dernière à Espierre. Il a été construit de 1840 à 1843 pour servir de prolongement au canal de Roubaix jusqu'à l'Escaut ;
- l'autoroute Tournai-Bruges ;
- la voie de chemin de fer Tournai-Mouscron.

### Communes limitrophes
|        | Mouscron   |      |
| France | Estaimpuis | Pecq |
|        | Tournai    |      |

## Démographie

### Démographie: Avant la fusion des communes
- Source: DGS recensements population

### Démographie: Commune fusionnée
En tenant compte des anciennes communes entraînées dans la fusion de communes de 1977, on peut dresser l'évolution suivante :
Les chiffres des années 1831 à 1970 tiennent compte des chiffres des anciennes communes fusionnées.
- Source: DGS , de 1831 à 1981=recensements population; à partir de 1990 = nombre d'habitants chaque 1 janvier[7]

## Histoire
Aux XVIe et XVIIe siècles, Guillaume de la Chapelle est seigneur d'Estampuis. Il a épousé Péronne L'Hermite, dont postérité. Une fille Antoinette épouse Antoine de Waignon, capitaine au service d'Espagne, seigneur de la Marlière sur Linselles.

## Armoiries
|  | Blason d'Estaimpuis Blasonnement : Écartelé : au 1, de sable au chevron d'or, chargé de trois fleurs de lis d'azur, accompagné en chef de deux têtes de lion, arrachées et affrontées d'or, lampassées de gueules, et en pointe d'une tête de léopard d'or, qui est della Faille,, tenant en sa gueule un anneau de sable ; au 2, d'or à la croix de gueules, cantonnée de quatre lionceaux du même, armés et lampassés d'azur, qui est Estaimpuis ; au 3, de sable à deux quintefeuilles d'argent, une en chef à senestre et l'autre en pointe, au franc-canton d'or, chargé d'un double roc de gueules, qui est Maes ; au 4, d'or à la fasce bretessée et contre-bretessée de sable, qui est Schoyte ; sur le tout, d'argent à la croix de gueules, qui est Nevele. L'écu sommé du bonnet ancien de baron brabançon et supporté par deux léopards lionnés d'or, couronnés du même, tenant chacun une bannière, celle de dextre, écartélé : aux 1 et 4 aux armes della Faille ; aux 2 et 3 armes d'Estaimpuis ; celle de senestre aux armes d'Estaimpuis - le tout posé sur une terrasse de sinople. - Délibération communale : 13 mai 1977 - Arrêté royal : 5 septembre 1978 - Moniteur belge : 21 septembre 1978 |

## Politique et administration

### Conseil et collège communal 2024-2030
Ci-dessous, le tableau des résultats des élections communales de 2024.
| Parti | Parti       | Voix (2024) | Voix (2018) | % (2024) | % (2018) | +/-     | Sièges  | +/- | Collège |
| ----- | ----------- | ----------- | ----------- | -------- | -------- | ------- | ------- | --- | ------- |
|       | LES ENGAGÉS | 1.187       | -           | 22,06%   | -        | 0.0 %   | 4 / 21  | 4.0 | Non     |
|       | PS          | 2.392       | 3.259       | 44,46%   | 60,44%   | 15.98 % | 11 / 21 | 4.0 | Oui     |
|       | MR          | 1.122       | -           | 20,86%   | -        | 0.0 %   | 4 / 21  | 4.0 | Non     |
|       | Ouverture   | 679         | -           | 12,62%   | -        | 0.0 %   | 2 / 21  | 2.0 | Non     |
|       | ECOLO       | -           | 1.002       | -        | 18,58%   | 0.0 %   | - / 21  | 3.0 | Non     |
|       | PP          | -           | 154         | -        | 2,86%    | 0.0 %   | - / 21  | 0.0 | Non     |
|       | Pour Vous ! | -           | 977         | -        | 18,12%   | 0.0 %   | - / 21  | 3.0 | Non     |
| Total | Total       | 5 380       | 5 392       | 100 %    | 100 %    |         | 21      |     |         |

| Collège communal  |                     |    |
| ----------------- | ------------------- | -- |
| Bourgmestre       | Frédéric Di Lorenzo | PS |
| 1er Échevin       | Daniel Senesael     | PS |
| 2e Échevine       | Sophie Vervaecke    | PS |
| 3e Échevine       | Christine Dubus     | PS |
| 4e Échevin        | François Deconinck  | PS |
| 5e Échevine       | Virginie Seynave    | PS |
| Président du CPAS | Geoffrey Vanbout    | PS |

## Patrimoine et culture

### Patrimoine architectural
- Le patrimoine immobilier classé.

## Économie
Deux usines importantes sont présentes sur le territoire de la commune :
- la savonnerie Mc Bride[12] (ex. Yplon, ex-European Detergents, ex-Tensia) spécialisée dans les savons liquides, produits de beauté et produit d'entretien ;
- la tannerie Masure à Estaimbourg.

La commune abrite également le siège belge de la firme de vente par correspondance La Redoute.
Un grand nombre de membres de la famille Mulliez (propriétaires du groupe Auchan) habitent le village. Gérard Depardieu s'y est installé pour un temps en 2012,,.

## Galerie

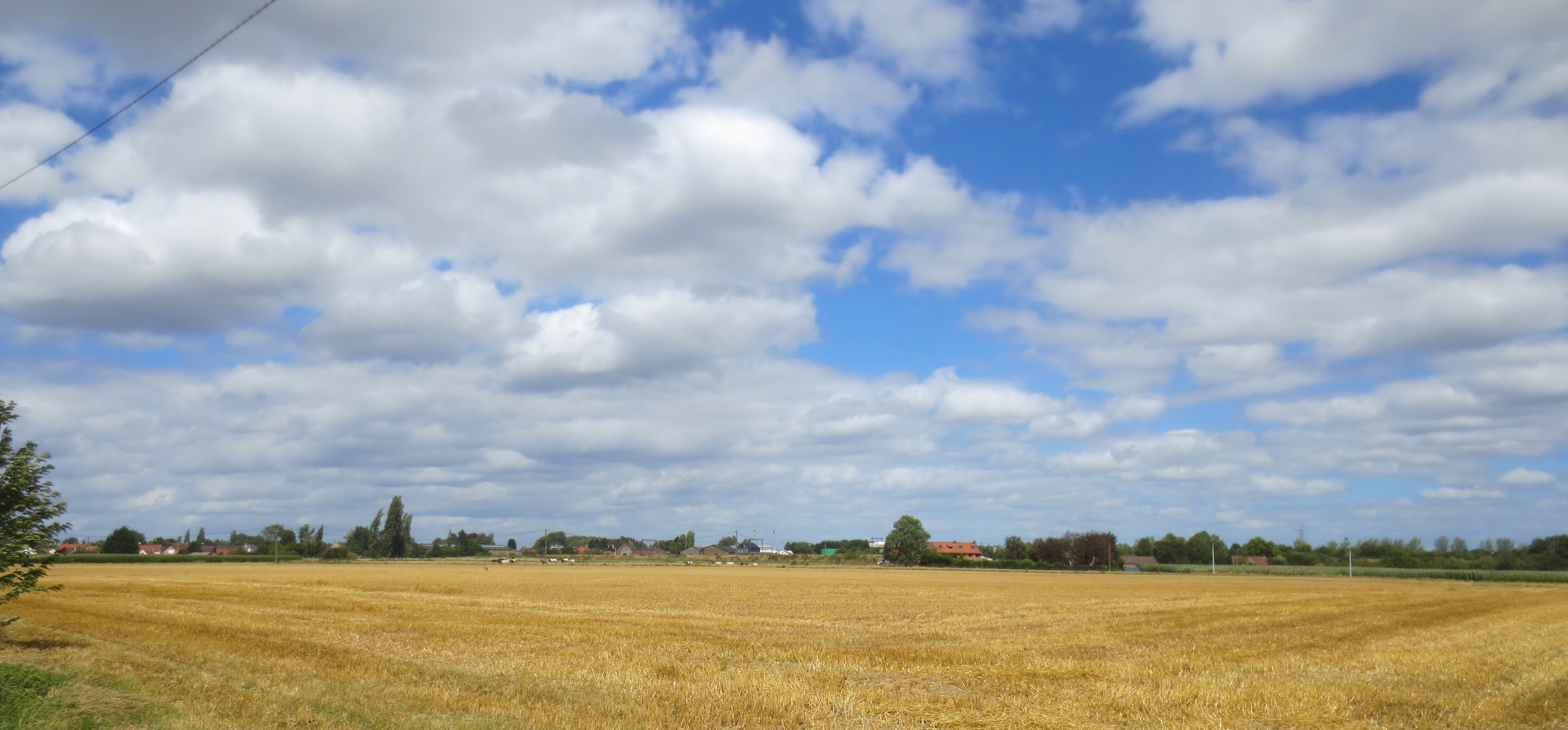
Estaimpuis en été.
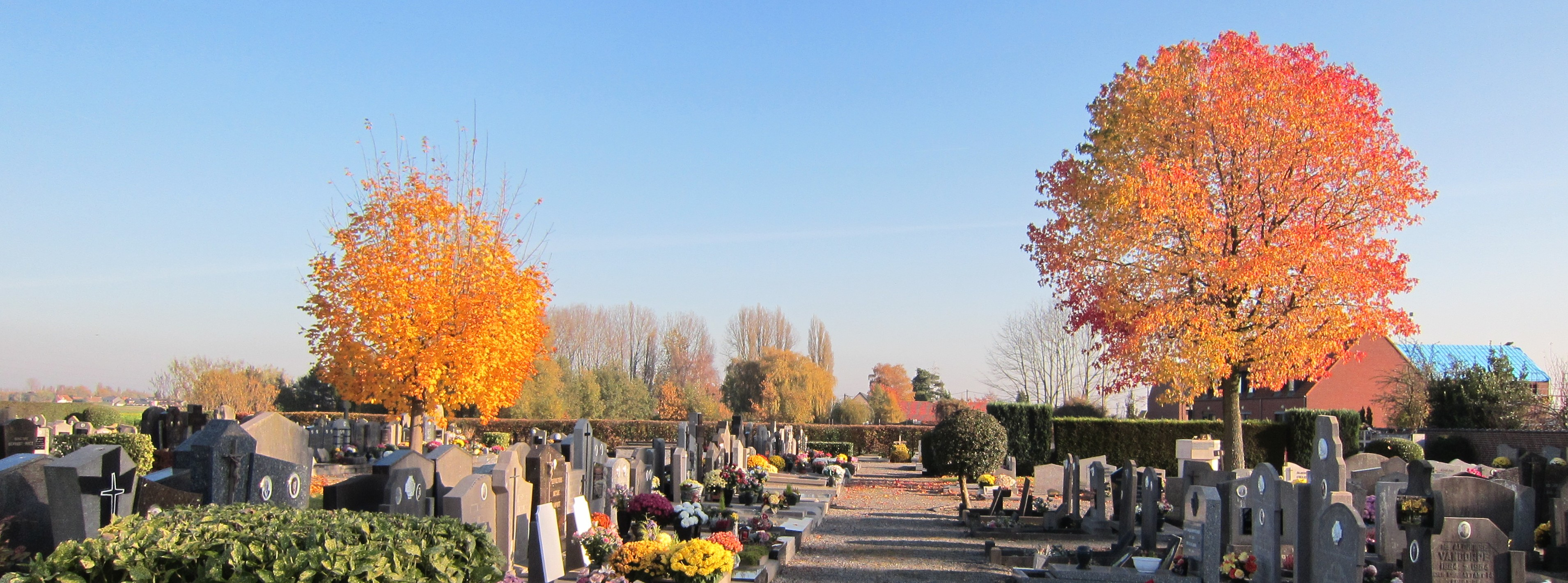
Estaimpuis en automne.
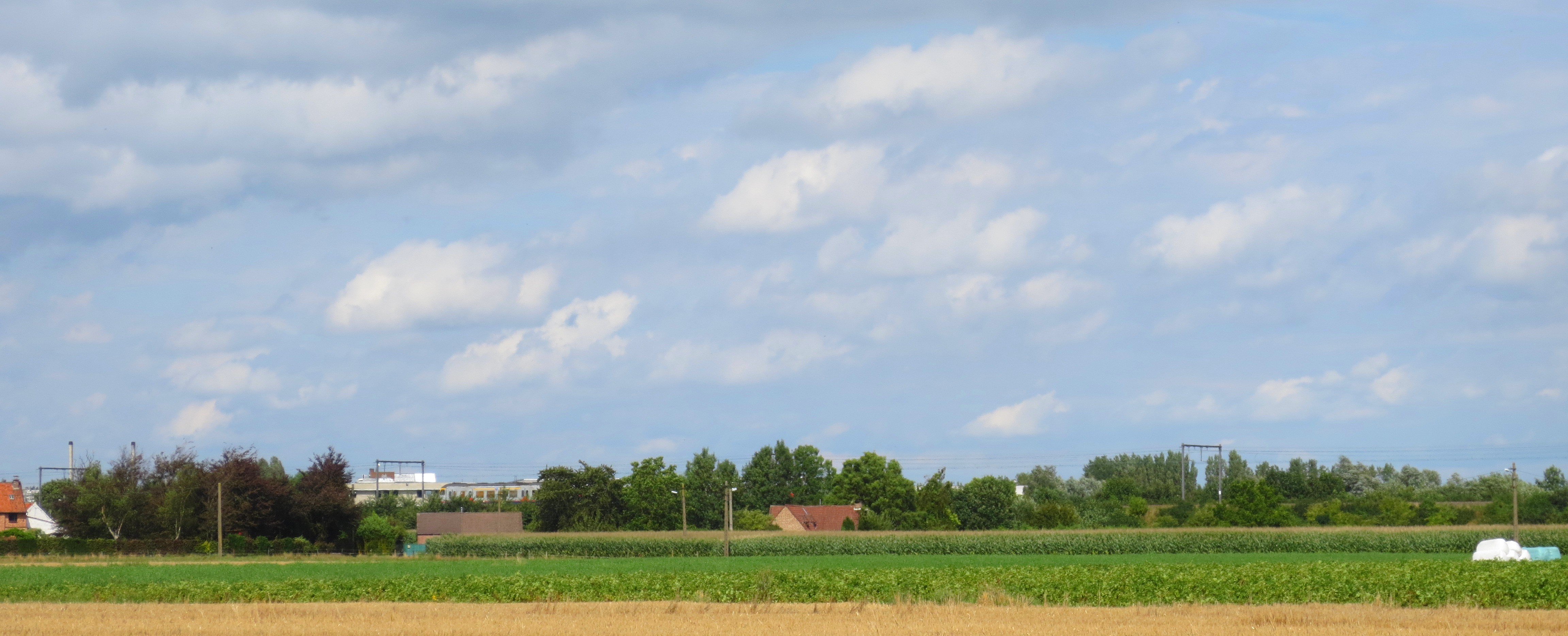
La campagne.
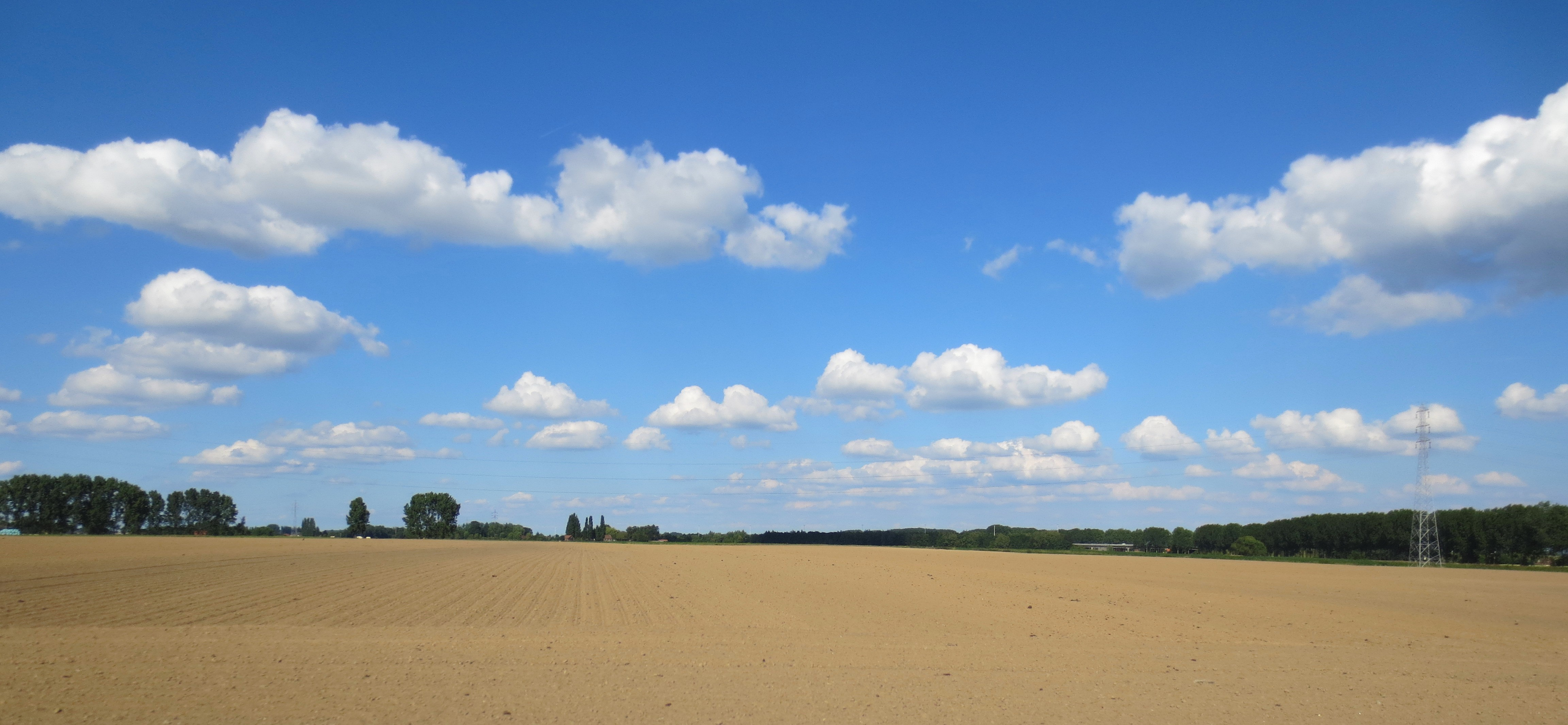
Estaimpuis au printemps.

## Personnalités liées à la commune
- Les frères Émile, Charles et Joseph Doyen, originaires de Wattrelos, furent les fondateurs de la Lyre d’Estaimpuis.
- Louis Deroubaix : médecin et professeur l'Université libre de Bruxelles natif d'Estaimpuis.
- Gérard Depardieu est citoyen d'honneur de la commune d'Estaimpuis, ce statut lui est retiré en décembre 2023 à la suite de l'affaire Gérard Depardieu[17].